# Сардар-е-Джанґаль (дегестан)
Сардар-е-Джанґаль (перс. سردارجنگل) — дегестан в Ірані, у бахші Сардар-е-Джанґаль, в шагрестані Фуман остану Ґілян. За даними перепису 2006 року, його населення становило 10311 осіб, які проживали у складі 2739 сімей.

## Населені пункти
До складу дегестану входять такі населені пункти:
- Абруд
- Аґуз-Кале
- Анджіл-е-Боне
- Баракіле
- Вакфі
- Везмана
- Ґасґаре
- Деле-Хані
- Джір-Зудель
- Дорафше
- Емамзаде-Гашем
- Еспід-Дарбон
- Ешкелет
- Зард-е-Ладже
- Зіде-Бала
- Зіде-Паїн
- Зудель
- Каларм
- Калуе
- Комадуль
- Куре-Харем
- Кучі-Чал
- Лат
- Лаш
- Маджтамаа-Дампарурі-Шагідбегешті
- Маклаван-е-Бала
- Маклаван-е-Паїн
- Малаль
- Міян-Раз
- Молла-Баґ
- Немі-Гашт
- Разі-Неса
- Ребаб-Чал
- Сахібон
- Сіябкун
- Сіях-Кеш
- Халесан
- Хане-Ване
- Харзель-Кух
- Чопуль
- Чопуль-Кеш
- Шале-Віль
- Шалтук
- Шірзейл